# Botanical Cabinet
Botanical Cabinet (abreviado Bot. Cab.) fue una revista con ilustraciones y descripciones botánicas que fue editada en Londres por el botánico y horticultor inglés de origen alemán Conrad Loddiges. Se publicaron 20 números en los años 1818-1833 con el nombre de Botanical Cabinet; Consisting of Coloured Delineations of Plants from all Countries.